# Gymnospermium vitellinum
Gymnospermium vitellinum är en berberisväxtart som beskrevs av M. Král. Gymnospermium vitellinum ingår i släktet Gymnospermium och familjen berberisväxter. Inga underarter finns listade i Catalogue of Life.